# اس‌اس اورکلا (۱۹۰۸)
اس‌اس اورکلا (۱۹۰۸) (به انگلیسی: SS Orkla (1908)) یک کشتی است که طول آن ۳۵ متر (۱۱۵ فوت) می‌باشد. این کشتی در سال ۱۹۰۸ ساخته شد.